# Lycidola popeba
Lycidola popeba là một loài bọ cánh cứng trong họ Cerambycidae.